# Нубук

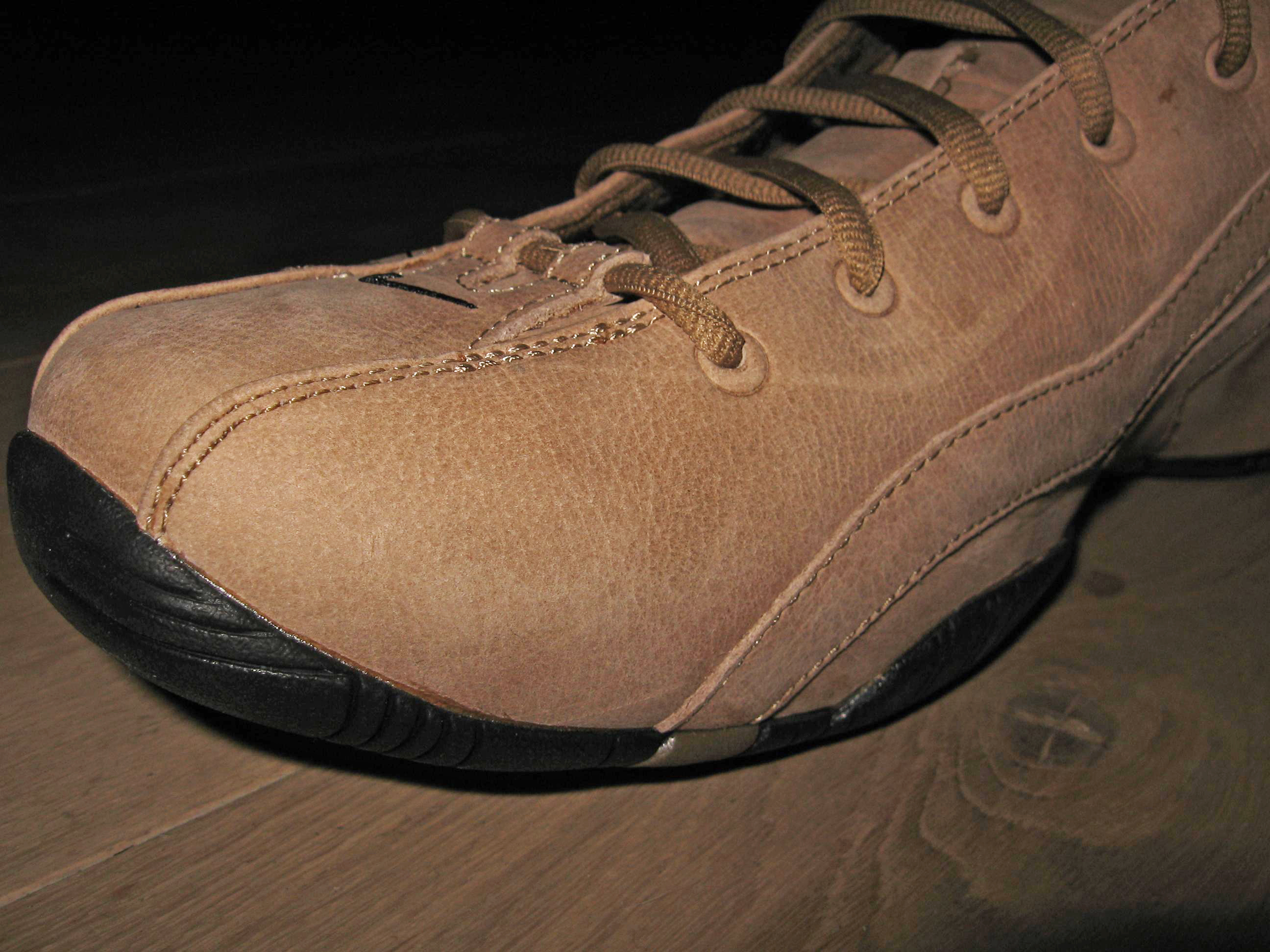
Вид изделия из нубука

Нубу́к — мелковорсистая кожа, в процессе выделки подвергающаяся хромовому дублению и шлифовке лицевой поверхности мелкоабразивными материалами, например, песком или мелкозернистой абразивной шкуркой. Нубук похож на замшу, однако изготавливается из других видов кожи, как правило, крупного рогатого скота.
Нубук используется для обтяжки мягкой мебели и для изготовления обуви. Характеризуется прочностью и износостойкостью при должном уходе.
Обработанный жировой пропиткой (так называемый нубук-ойл), обладает водоотталкивающими свойствами.

## Виды нубука

### Натуральный нубук
Материал животного происхождения. Имеет на лицевой поверхности мелкий ворс, который придаёт коже хороший внешний вид — она становится бархатистой. 
При производстве нубука используют не подходящие для производства велюра кожи молодых животных со слабовыраженными дефектами, которые можно скрыть шлифованием. 
Нубук из натуральной кожи имеет хорошую воздухопроницаемость. Используется для верха повседневной и модельной обуви, мебельной обивки. К недостаткам этой кожи относят низкую износоустойчивость и необходимость ухода за изделиями. Изделия из натурального нубука необходимо чистить специальными средствами.

### Искусственный нубук
Существует и нубук из искусственной кожи, он намного дешевле нубука из натуральной кожи. Такой нубук называют искусственным или синтетическим. Он представляет собой многослойный полимерный материал, который имеет бархатистую структуру и схож по внешнему виду с натуральным нубуком. Синтетический нубук, в отличие от натурального, не впитывает воду и обладает более высокой износоустойчивостью.

### Нубук-ойл (или жированный нубук)
Нубук-ойл — это нубук, который в процессе производства защитили от влаги. Обычный нубук мягкий и на ощупь бархатистый, а нубук-ойл на ощупь влажноватый и тяжелее обычного нубука. Он более износостойкий и неприхотливый, чем обычный нубук.